# ATP Challenger Caracas
Der ATP Challenger Caracas (offiziell: Caracas Challenger) war ein Tennisturnier, das zwischen 1992 und 2001 in Caracas, Venezuela, stattfand. Es gehörte zur ATP Challenger Tour und wurde im Freien auf Hartplatz gespielt. Maurice Ruah mit zwei Titeln im Doppel sowie Julian Knowle mit je einem Titel in den Konkurrenzen sind die einzigen mehrfachen Turniersieger.

## Liste der Sieger

### Einzel
| Jahr                         | Sieger            | Finalgegner       | Ergebnis          |                   |
| ---------------------------- | ----------------- | ----------------- | ----------------- | ----------------- |
| 2001                         | Julian Knowle     | Michael Kohlmann  | 7:65, 1:6, 6:3    |                   |
| 2000                         | nicht ausgetragen | nicht ausgetragen | nicht ausgetragen | nicht ausgetragen |
| 1999                         | Younes El Aynaoui | Gastón Etlis      | 6:3, 7:6          |                   |
| 1998                         | Adriano Ferreira  | Kepler Orellana   | 6:1, 6:4          |                   |
| 1994–1997: nicht ausgetragen |                   |                   |                   |                   |
| 1993 (2)                     | Mauricio Hadad    | Alex O’Brien      | 7:5, 6:4          |                   |
| 1993 (1)                     | Danilo Marcelino  | Martin Blackman   | 6:4, 7:5          |                   |
| 1992                         | Daniel Vacek      | Andrew Sznajder   | 7:6, 6:4          |                   |

### Doppel
| Jahr                         | Sieger                             | Finalgegner                  | Ergebnis          |                   |
| ---------------------------- | ---------------------------------- | ---------------------------- | ----------------- | ----------------- |
| 2001                         | Julian Knowle Michael Kohlmann     | Tomas Behrend Daniel Melo    | 7:5, 6:3          |                   |
| 2000                         | nicht ausgetragen                  | nicht ausgetragen            | nicht ausgetragen | nicht ausgetragen |
| 1999                         | Gastón Etlis Martín Rodríguez      | José de Armas Jimy Szymanski | 6:4, 6:3          |                   |
| 1998                         | Geoff Grant Maurice Ruah (2)       | Gōichi Motomura André Sá     | 4:6, 6:1, 6:2     |                   |
| 1994–1997: nicht ausgetragen |                                    |                              |                   |                   |
| 1993 (2)                     | Maurice Ruah (1) Laurence Tieleman | Mark Knowles Alex O’Brien    | 5:7, 6:4, 7:6     |                   |
| 1993 (1)                     | Richard Matuszewski John Sullivan  | Doug Flach Nicolás Pereira   | 7:6, 7:5          |                   |
| 1992                         | Doug Eisenman Tom Mercer           | Brian Joelson Ted Scherman   | 3:6, 6:3, 7:5     |                   |